# إدارة مصفوفة

تنظيم المصفوفة

تُعد إدارة المصفوفة نوعًا من الإدارة التنظيمية التي يتم فيها تجميع الأشخاص من ذوي المهارات المماثلة للقيام بمهام العمل. فعلى سبيل المثال، قد يعمل جميع المهندسين في قسم هندسة واحد ويقومون بتقديم التقارير إلى المدير الهندسي، ولكن قد يتم تعيين نفس هؤلاء المهندسين في مشاريعٍ مختلفة حيث يتعين عليهم تقديم تقاريرهم إلى مدير هندسي مختلف أو مدير المشروع أثناء عملهم على هذا المشروع. لذلك، قد يعمل كل مهندس تحت رئاسة عدة مُديرين للانتهاء من أعمالهم.

## المصفوفة
تقع بعض التنظيمات في مكان ما بين المصفوفة الوظيفية تمامًا والمصفوفة الخالصة. ويتم تعريف هذه التنظيمات في الطبعة الرابعة من كتاب الدليل المعرفي لإدارة المشروعات (PMBOK) كمجلد. فعلى سبيل المثال، قد يؤدي التنظيم الوظيفي في الأساس أو تنظيم المصفوفة إلي إنشاء فريقٍ خاصٍ للمشروع للتعامل مع أية مشروعاتٍ حرجة.
وحيث أن التنظيمات التي تركز على المشاريع (مثل تنظيمات البناء أو الهندسة أو الصناعات الفضائية الجوية) لها هياكل قد تم بناؤها لفرق عمل المشروع كوحداتهم الوظيفية، فإن تنظيمات المصفوفة تتبع الهياكل التقليدية، مع إدخال بعض التعديلات على التسلسل الهرمي لدعم وحدات المشروع.

## الجدل
يقترح مؤيدو فكرة المصفوفة وجود ميزتين لإدارة المصفوفة. الأولى؛ تتيح لأعضاء الفريق تبادل المعلومات بطرقٍ أكثر سهولة عبر حدود المهمة. الثانية، تسمح للتخصص الذي يعمل على زيادة عمق المعرفة والسماح بإدارة التطوير المهني والتقدم الوظيفي.
وتتمثل عيوب إدارة المصفوفة في إمكانية حدوث ارتباك لدى الموظفين بسبب الولاء المتضارب. ويُعتقد أن البيئة التعاونية التي تُدار بشكلٍ صحيح يُمكن أن تؤدي إلي تحييد هذه العيوب.
ويعتقد معارضو إدارة المصفوفة بأنها وسيلةٌ قديمةٌ لتنظيم الشركة.
ويتمثل أحد عيوب إدارة المصفوفة في أنها تعمل على مضاعفة عدد المديرين مقارنة بالإدارة التنفيذية، حيث يزداد الوقت للتوصل إلى قرار مع وجود عدد من المديرين وبالتالي قد تكون هناك زيادة في النفقات العامة المتعلقة بالإدارة.

## المزايا والعيوب
تتضمن مزايا المصفوفة ما يلي:
- يمكن اختيار الأفراد وفقًا لاحتياجات المشروع.
- يؤدي استخدام فريق المشروع الديناميكي القادر على عرض المشكلات بطريقةٍ مختلفة كمتخصصين إلى وضعهم معًا في بيئة جديدة.
- يُعد مديرو المشروعات مسؤولين مسؤولية ً مباشرة عن إكمال المشروع في مهلة محددة وبميزانية محددة.

بينما تتضمن العيوب ما يلي:
- الصراع بين الولاء للمديرين التنفيذيين ومديري المشاريع حول تخصيص الموارد.
- قد يكون من الصعب مراقبة المشاريع إذا كانت الفرق تتمتع بقدرٍ كبير من الاستقلالية.
- قد تزداد التكاليف إذا تم تعيين أكثر من مدير (مثل مديري المشاريع) من خلال استخدام العديد من فرق عمل المشروع.

## التمثيل المرئي
يمثل تمثيل تنظيمات المصفوفة بصورة مرئية تحديًا للمديرين منذ اختراع هيكل إدارة المصفوفة. وتستخدم معظم التنظيمات الخطوط المنقطة لتمثيل العلاقات الثانوية بين الأشخاص، وتدعم برامج الرسم البياني مثل فيزيو وأورج بلاس هذا المنهج. وحتى وقتٍ قريب، لم يدعم برنامجا تخطيط موارد المؤسسات (ERP) ونظم إدارة الموارد البشرية (HRMS) تقارير المصفوفة. ولاحقًا، تم إطلاق برنامج ساب (SAP) الذي يدعم تقديم تقارير المصفوفة، كما يمكن تخصيص مجموعة شركة أوراكل للأعمال الإلكترونية لتخزين معلومات المصفوفة.

## توضيح
يجب ألا يتم الخلط بين إدارة المصفوفة و«المصفوفة الضيقة». تشير المصفوفة الضيقة، أو المشاركة في الموقع، إلى وضع مكاتب لفريق المشروع في الغرفة ذاتها بغض النظر عن الهيكل الإداري.

## كتابات أخرى
- Galbraith, J.R. (1971). "Matrix Organization Designs: How to combine functional and project forms". In: Business Horizons, February, 1971, 29-40.
- "A Guide to the Project Management Body of Knowledge (PMBOK)", Project Management Institute, ISBN 1-880410-23-0
- R J Shepherd (2007). "Mentoring Soft Boundaries for Management", MIDAS MDF 2007; 2:79-89